# A. C. H. Smith
Anthony Charles Hockley Smith (nacido Anthony Charles Smith, en Kew, el 31 de octubre de 1935), conocido como A. C. H. Smith, es un escritor (novelista, dramaturgo, guionista, crítico literario y deportivo) británico. Al comenzar su carrera como escritor, para distinguirse de otros escritores del mismo nombre, agregó la inicial 'H', que representa el apellido de soltera de su abuela, Hockley.

## Biografía
Se educó en la Escuela de Gramática de Hampton y en el Colegio Corpus Christi de la Universidad de Cambridge, donde estudió Lenguas Modernas. Desde 1960 ha residido en Bristol. Entre 1965 y 1969 fue Investigador Principal Asociado en el Centre for Contemporary Cultural Studies (CCCS) de Richard Hoggart en la Universidad de Birmingham, y ha ocupado puestos de trabajo en las universidades de Bristol, Bournemouth y Texas (Austin). Entre 1964 y 1973 realizó trabajos literarios como dramaturgo para la Compañía Real de Shakespeare, y algo más adelante, para el Teatro Nacional.
En 1971, Peter Brook lo invitó a Irán durante tres meses para escribir un libro sobre el proyecto teatral Orghast que Brook y Ted Hughes estaban llevando a cabo. Fue director del Festival de Literatura de Cheltenham en 1978, 1979 y 1999.
Tiene dos hijas, Imogen y Sophie, y un hijo, Oliver Smith, que ha sido un famoso jugador de cricket.

### Novelas
- The Crowd (1965)
- Zero Summer (1971)
- Treatment (1976)
- Sebastian the Navigator (1985)
- The Dangerous Memoir of Citizen Sade, (2000)

### Suspense
- The Jericho Gun (1977)
- Extra Cover (1981)

### Novelizaciones
- Edward and Mrs. Simpson (Serie de TV británica) (1978)
- The Dark Crystal (película) (1982), traducida y publicada en español (Cristal oscuro, 1983)
- Wagner (película) (en alemán e italiano, 1983), edición inglesa en 2012
- Lady Jane (película) (1985)
- Labyrinth (película) (1986), traducida y publicada en español (Dentro del laberinto, 2010)

### No ficción
- Orghast at Persepolis: Un relato del desarrollo de la obra de teatro experimental dirigida por Peter Brook y escrita por Ted Hughes (1972)
- Paper voices: The popular press and social change, 1935–1965, con Elizabeth Immirzi y Trevor Blackwell (1975)
- Dickens of London: Una biografía, fantaseada para Wolf Mankowitz (guionista de la serie de televisión británica del mismo nombre, 1976)
- Poems, seleccionados y prologados por Tom Stoppard (2009)
- WordSmith, unas memorias (2012)

Cuentos y poemas para la radio de la BBC, su semanario The Listener, Transatlantic Review y otras.

### Obra teatral selecta (primera representación)
- Albert’s Bridge Extended (coescrita con Tom Stoppard), Edinburgh Festival (1978)
- Master of Letters, The Playwrights Company at the New Vic, Bristol (1979)
- God's Wonderful Railway, Bristol Old Vic (1985)
- Pericles (reconstrucción de la obra perdida de Shakespeare), Theater Emory, Atlanta (1987)
- Up The Feeder, Down The Mouth, Bristol Old Vic (1997). Texto publicado en 2001 y edición ilustrada en 2012
- Albert’s Bridge – the Musical (compositor David Lyon), Shaftesbury Community Theatre (1999)
- The Redcliffe Hermit, Head Heart + 2 Fingers, Bristol (2005). Texto publicado en 2005
- Doctor Love (musical basado en Molière, compositor David Lyon), Tobacco Factory, Bristol (2008)
- Walking The Chains, The Passenger Shed, Bristol (2015)

Y una docena de obras más cortas.